# First Bank Basketball Club
Le First Bank Basketball Club est un club nigérian de basket-ball féminin et basé à Lagos. Il tient son nom de la First Bank of Nigeria qui le sponsorise.

## Palmarès
International
- Coupe d'Afrique des clubs champions : 
  - Vainqueur : 2003 et 2009
  - Finaliste : 2011

National
- Championnat du Nigeria : 
  - Champion : 2005, 2006, 2007, 2008, 2009, 2014, 2016, 2017 et 2018[2],[3]